# 巴洛克流行
巴洛克流行（英語：Baroque pop）、巴洛克摇滚或英格兰巴洛克是一个流行搖滾的子类型，于1960年代诞生于美国和英国，融合了流行摇滚、古典音乐、管弦乐流行和巴洛克音乐。该流派在1960年代晚期达到巅峰，常规性地创作这种音乐的乐队有：比吉斯、披头士乐队、海滩男孩、滚石乐队、普洛柯哈伦等。1970年代，巴洛克流行渐渐失去主流影响力，一部分原因是朋克搖滾、迪斯科和硬摇滚的风靡。
在古典音乐领域，巴洛克音乐指约1600年至1750年间欧洲的艺术音乐，著名的作曲家为巴赫、帕赫贝尔、维瓦尔第等。巴洛克流行不如同时期的摇滚乐狂野奔放，商业化程度较低，更严肃成熟，也更艺术化。它采用在流行乐中少见的，但在古典音乐中较常用的乐器如弦乐器、圆号、大鍵琴、風琴、單簧管、双簧管等。常见的元素也包括多层旋律、突出的和声与精巧的制作。和同样采用管弦乐编曲的前卫摇滚相比，巴洛克流行总体来说歌曲结构较简单，接近标准流行乐；歌词也更主流，不像晚期的前卫摇滚大多有抽象的歌词。